# George C. McGhee

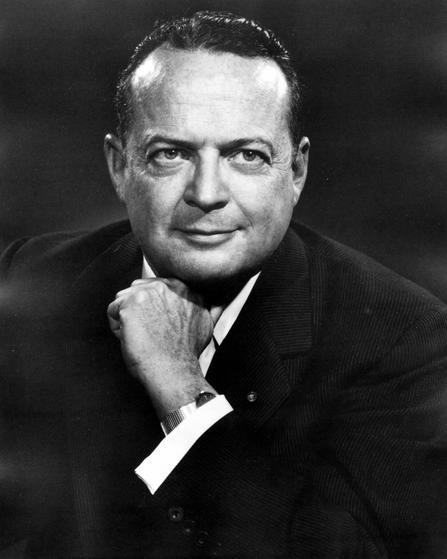
George C. McGhee

George Crews McGhee (* 10. März 1912 in Waco, Texas; † 4. Juli 2005 in Leesburg, Virginia) war ein Botschafter der Vereinigten Staaten.

## Leben
McGhee studierte an der Southern Methodist University in Dallas sowie der University of Oklahoma und erwarb 1933 bei der Studentenverbindung Phi Beta Kappa einen Ehrenabschluss. Mitte der 1930er Jahre studierte er mit einem Rhodes-Stipendium am Queen’s College in Oxford, besuchte in den Ferien das Deutsche Reich, lernte die deutsche Sprache und wurde 1937 zum Doktor promoviert. 1939 heiratete er Cecilia DeGolyer († 2002), die 1951 zu einer der zehn bestangezogenen Frauen gewählt wurde und sechs Kinder zur Welt brachte.
Er wurde Erdölprospektor, fand 1942 das West Tepetate oil field in Lake Charles, ein Erdölvorkommen in Louisiana und wurde Dollar-Millionär. Im Zweiten Weltkrieg diente er in der Navy unter dem Kommando von Curtis E. LeMay. 1946 trat er in den auswärtigen Dienst. In der Türkei organisierte er die Unterstützung für die Regierung von Themistoklis Sofoulis im griechischen Bürgerkrieg.
Als Under Secretary of State for Political Affairs im Kabinett Kennedy instruierte er Ende Dezember 1961 Alan G. Kirk, den Präsidenten der „Belgo-American Development Corporation“ zum Abstimmungsverhalten bei der Aktiengesellschaft „Union Minière“.
1963 begleitete er Joan Crawford zur Berlinale. 1969 wurde er als Sonderbotschafter in den Ruhestand versetzt.
1989 stiftete McGhee seine Villa in Alanya der Georgetown University als McGhee Center for Eastern Mediterranean Studies. Seine Ikonen-Sammlung vermachte er dem Fred Jones Jr. Museum of Art. Seit 1993 war er Mitglied der American Philosophical Society.